# 和人地
和人地（わじんち）は、近世の北海道における地域区分のひとつ。松前地（まつまえち）またはシャモ地（しゃもち、Samoはアイヌ語で「和人たち」を指すSisam utarの略）ともいう。和人から蝦夷と呼ばれたアイヌが主に居住する土地を当時の日本語で指す蝦夷地に対して、もっぱら和人が居住していた当時の渡島半島南部一帯を指した。

## 概要
渡島半島の日本海側にはアイヌ文化成立の前段階である擦文時代（北海道、樺太南部から青森県にかけて広がる）の後期にあたる10世紀中葉には、擦文文化と本州方面の土師器文化の間に生じたクレオール的文化が成立していた。この文化を青苗文化と呼ぶことを提唱している考古学者の瀬川拓郎によると、その成立には青森県側の土師器文化の負荷者の北海道への移住が関係しているとみられ、青苗文化人はそのアイデンティティを擦文人の側に定めていたと推察される。その後、14世紀の鎌倉末期から南北朝期には、和人が定着するようになっていたと想定される。15世紀半ば頃までには、渡島半島の南部に和人の館が築かれ（道南十二館）、北東北の安東氏の影響下にあった豪族たちが各館を拠点として割拠していた。瀬川拓郎の見解によると、かれらは北東北から渡島半島に進出した武装した和人集団であり、交易の利権をめぐって争っていた。かれら武装商人たちの拠った地域は、かつての青苗文化の分布域でもあり、青苗文化人の中世における後身である中継交易民としての渡党（津軽海峡を往来してアイヌと和人の交易に携わっていた）の領域とも重なっていた。渡島半島南部に位置していた中世の和人地は西から上国・松前・下国の三地域に分けられており、断絶した十三湊安東氏の惣領家に代わって「安東太」を名乗った潮潟安東政季が夷島を退去して小鹿島に向かうにさいし、三地域の各々に守護を置いた。在地領主蛎崎氏改め松前氏は安東氏の配下であったが、豊臣秀吉に直接仕え、安東氏から独立、徳川家康からアイヌ交易独占権を認められ、大名に列した。これにより松前藩が和人地を直接支配領域とし、あわせて蝦夷地との交易を管理することになった。
近世の和人地は西在・城下・東在の三地域に分けられていた。
- 西在・・・概ね天の川以東の檜山郡、爾志郡。
- 城下・・・概ね天の川以西の檜山郡、津軽郡、福島郡。
- 東在・・・上磯郡、亀田郡。

初期の松前藩の収入は、藩主・家臣ともにアイヌとの交易にあったため、松前藩は他の和人とアイヌとの取引を禁止した。その一環として、松前藩は和人地に境界を引き、東西の端・亀田郡と爾志郡熊石に番所を置いて、和人地と蝦夷地の往来を取り締まった。表向き和人が蝦夷地に出ることは禁じられたが、実際は現在の道道根室浜中釧路線の前身である厚岸-仙鳳趾間の道を開削した厚岸在住の士丹羽金助のように、沿岸部に定住する者もいた。アイヌが和人地に出ることは禁止されず、江戸時代の前半には、交易船を仕立てて和人地に出るアイヌも珍しくなかった。
後に、和人地の鰊漁が慢性的不漁に陥ると、蝦夷地に和人が漁労に出るようになった。永年の居住は表向きは禁じられており、季節の出稼ぎが主だったようであるが、18世紀の末頃から江戸幕府が蝦夷地を上知し天領とすると、次第に拡大し、東は東在を延長するように亀田郡の番所を移転・山越内関所を設置した翌年の1800年（寛政12年）には野田追（のだおい、現八雲町）、1864年（元治元年）には同長万部（おしゃまんべ、現長万部町）など、後の胆振国山越郡にあたる地域に広がった。また西では西在を延長するように1807年（文化4年）の後志国寿都郡等や1865年（慶応元年）に後の後志国小樽郡に相当する小樽内（おたるない、現小樽市）に達した。
末期の和人地に相当する地域には、後に北海道11国86郡のうち下記の国郡が置かれた。
- 渡島国
- 後志国
- 胆振国山越郡（山越郡以外は東蝦夷地）